# Айон (село)
Айо́н — село в Чаунському районі Чукотського автономного округу. Розташоване за 90 км від районного центру Певека на острові Айон. Сполучення з районним центром повітряне, у зимовий період — автомобільне. Населення — 440 осіб, у тому числі корінне населення (чукчі) — 309 осіб (2002). Основна сфера зайнятості — оленярство. В селі діє полярна станція.

## Клімат
Село знаходиться у зоні, котра характеризується континентальним субарктичним кліматом. Найтепліший місяць — липень із середньою температурою 4.9 °C (40.8 °F). Найхолодніший місяць — лютий, із середньою температурою -29.1 °С (-20.4 °F).
| Клімат Айона            | Клімат Айона | Клімат Айона | Клімат Айона | Клімат Айона | Клімат Айона | Клімат Айона | Клімат Айона | Клімат Айона | Клімат Айона | Клімат Айона | Клімат Айона | Клімат Айона | Клімат Айона |
| Показник                | Січ.         | Лют.         | Бер.         | Квіт.        | Трав.        | Черв.        | Лип.         | Серп.        | Вер.         | Жовт.        | Лист.        | Груд.        | Рік          |
| Середня температура, °C | −27,9        | −29,1        | −25,9        | −18,7        | −5,8         | 2,9          | 4,9          | 4            | 0,1          | −9,2         | −19,6        | −26          | −12,5        |
| Норма опадів, мм        | 10.5         | 9.7          | 7.2          | 7.7          | 7.4          | 8.8          | 20.4         | 19.5         | 16.2         | 18.7         | 13.1         | 12           | 151.1        |
| ----------------------- | ------------ | ------------ | ------------ | ------------ | ------------ | ------------ | ------------ | ------------ | ------------ | ------------ | ------------ | ------------ | ------------ |
| Джерело: Weatherbase    |              |              |              |              |              |              |              |              |              |              |              |              |              |